# Leif Tande
Pour les articles homonymes, voir Tande.
Leif Tande (de son vrai nom Éric Asselin) est un auteur de bande dessinée québécois, né à Montréal en 1969. Il habite la ville de Québec depuis 1974.
Il a fondé le fanzine Tabasko, a collaboré avec le collectif Spoutnik et est cofondateur de la maison d'édition Mécanique Générale (Mg). Cet auteur est reconnu pour défier les mécaniques du neuvième art. Son album « Morlac », dans lequel le lecteur doit trouver son chemin dans un dédale de cases, en est un bon exemple.

## Publications
- Villégiature, Zone Convective, 2000
- Le Boxeur, Mano-Blanco Comix, 2001
- Motus !, Mécanique générale, 2002
- Pando le panda, La Pastèque, 2003
- Le Poulpe "Palet Dégueulasse", 6 Pieds Sous Terre, 2004
- Morlac, La Pastèque, 2005
- William, Mécanique générale, 2006
- Rose, Colosse, 2006
- « Regard sur la ville... vile... vie », dans Plan cartésien (Cyclope opus 3), Mécanique générale | Les 400 coups, 2006, p. 281-290.
- Le Canard et le Loup, La Pastèque, 2007
- Danger Public, La Pastèque, 2007
- Convers(at)ion, Mano-Blanco Comix, 2009
- L'Origine de la vie - Autobiologie de molécule originelle, La Pastèque, 2010
- RÉDEMPTION T1: -La Maladie et la Guerre, Glénat, 2019
- RÉDEMPTION T2: -La Famine et la Mort, Glénat, 2019
- RÉDEMPTION T3: -Les Cercles et le Fond, Glénat, 2019
- The Book of Dead Children (and their Pets), (Morbid poetry), Mano-Blanco Comix, 2020
- Les Vieux Maudits, La Pastèque, 2021